# Antheua woerdeni
Antheua woerdeni är en fjärilsart som beskrevs av Pieter Cornelius Tobias Snellen 1872. Antheua woerdeni ingår i släktet Antheua och familjen tandspinnare. Inga underarter finns listade i Catalogue of Life.